# 1984 في جمهورية أيرلندا
فيما يلي قوائم الأحداث التي وقعت خلال عام 1984 في جمهورية أيرلندا.

## سياسة

### تعيين في المنصب
- 14 يونيو – بريان كوين نائب دييل.

## كتب
من الكتب التي صدرت هذه السنة في جمهورية أيرلندا:
- 1 يوليو – قاعة هاربر الثلاثية من تأليف آن مكافري.

## مواليد

### يناير
- 13 يناير – غلين ويلان لاعب كرة قدم أيرلندي.

### أبريل
- 17 أبريل – روزانا دافيسون

## وفيات

### يناير
- 30 يناير – لوك كيلي (مواليد 1940) مغني أيرلندي.